# قرقاول طاووسی هاینان
قرقاول طاووسی هاینان (نام علمی: Polyplectron katsumatae) یک پرنده در خطر انقراض است که از تیرهٔ قرقاولان (Phasianidae) است. این گونه بسیار نادر در جزیره هاینان چین بومی است.